# Fuerza de paz
Fuerza de paz est une série télévisée espagnole produite par Televisión Española et créée par Aurora Guerra. Les acteurs de la série sont Silvia Alonso, Martiño Rivas, Félix Gómez, Alain Hernández, Alfonso Bassave, Will Shephard, Carlos Serrano et Iria del Río. La série a été présentée en avant-première en novembre 2021 au 20ème Festival international du film d'Almería et en septembre 2022 au 14ème FesTVal de Vitoria.
La fiction a été nommée dans la catégorie de la meilleure fiction télévisée pour les Prix Europa 2022, qui sont décernés par le Parlement européen depuis 1987 aux meilleures productions européennes dans les domaines de la télévision, de la radio et des médias numériques.

## Synopsis
À la frontière entre la Guinée équatoriale et le Cameroun, un endroit perdu dans la jungle africaine, le sergent Paula Elgueta (Silvia Alonso) et son unité militaire parviennent à libérer de l'esclavage des femmes et des jeunes filles qui avaient été enlevées par un groupe de pirates. Cette mission est un nouveau succès pour le contingent espagnol de maintien de la paix déployé en Guinée équatoriale. Le soir même, Paula reçoit un appel d'Hugo, son fiancé, qui fait également partie du contingent. Il l'appelle de la base militaire de Bonaki, dans le sud du pays, où, angoissé, il lui demande de l'écouter, même si ce qu'il s'apprête à lui dire lui est insupportable. L'appel est écourté et le lendemain matin, elle apprend la terrible nouvelle : Hugo s'est suicidé. Paula pense qu'il y a quelque chose d'étrange dans sa mort et est déterminée à le découvrir, même si la vérité lui est insupportable.

## Distribution
- Silvia Alonso : Paula Elgueta
- Martiño Rivas : Ignacio Moreno
- Félix Gómez : Alfredo Cuesta
- Alain Hernández : Román Garrigues
- Alfonso Bassave : Fernando Sánchez
- Will Shephard : Manuel Agudu
- Carlos Serrano : Hugo Reyes
- Iria del Río : Lucía Ortega
- Álex Castillo : le soldat Trujillo
- David Comrie : Dele Ogaba
- Stéphanie Magnin Vella : le caporal Martín
- Daniel Currás : le caporal Carrión
- Rafa Álamos : le soldat Rodríguez
- José Milán : le caporal Salas
- Diarra Diouf : Jeanne
- Toni Engonga : Anu
- Thimbo Samb : un pirate

## Saisons et épisodes
| Saison | Épisode | Sortie           | Fin            | Audience moyenne | Audience moyenne |
| Saison | Épisode | Sortie           | Fin            | Spectateurs      | Part             |
| ------ | ------- | ---------------- | -------------- | ---------------- | ---------------- |
| 1      | 8       | 14 décembre 2022 | 4 janvier 2023 | 732 000          | 7,5%             |

### Saison 1 (2022 - 2023)
| N° | Titre (original)                       | Titre (traduction)                             | Réalisateur(trice) | Producteur(trice)    | Date de sortie   | Audience    | Audience |
| N° | Titre (original)                       | Titre (traduction)                             | Réalisateur(trice) | Producteur(trice)    | Date de sortie   | Spectateurs | Part     |
| -- | -------------------------------------- | ---------------------------------------------- | ------------------ | -------------------- | ---------------- | ----------- | -------- |
| 1  | «El único día fácil fue ayer»          | « La seule journée facile a été celle d'hier » | Mar Olid           | Aurora Guerra        | 14 décembre 2022 | 1 540 000   | 10,8%    |
| 2  | «Contingencias»                        | « Éventualités »                               | Mar Olid           | Aurora Guerra        | 14 décembre 2022 | 1 066 000   | 10,4%    |
| 3  | «Las leyes silenciosas»                | « Les lois silencieuses »                      | Mar Olid           | Aurora Guerra        | 14 décembre 2022 | 648 000     | 10,5%    |
| 4  | «Tierra Roja»                          | « Terre rouge »                                | Mar Olid           | Juan Vicente Pozuelo | 21 décembre 2022 | 694 000     | 5,2%     |
| 5  | «En el campo de batalla»               | « Sur le champ de bataille                     | Jorge Saavedra     | Aurora Guerra        | 21 décembre 2022 | 669 000     | 7,0%     |
| 6  | «Alma de soldado»                      | « Âme de soldat »                              | Jorge Saavedra     | Santiago Díaz        | 21 décembre 2022 | 420 000     | 7,5%     |
| 7  | «El arte de ser vencido»               | « L'art d'être vaincu »                        | Jorge Saavedra     | Juan Vicente Pozuelo | 4 janvier 2023   | 421 000     | 3,6%     |
| 8  | «El cielo no asume que hayamos muerto» | « Le ciel ne présume pas de notre mort »       | Jorge Saavedra     | Aurora Guerra        | 4 janvier 2023   | 400 000     | 5,3%     |